# 上阿莱格雷 (南里奥格兰德州)
上阿莱格雷是巴西南大河州的一个市镇。总面积114.523平方公里，总人口1940人，人口密度16.9人/平方公里。